# Dani dr. Franje Tuđmana
Dani dr. Franje Tuđmana - Hrvati kroz stoljeća je hrvatski znanstveno-stručni skup. Pokrenuo ga je Milan Vuković 2008. godine, umirovljeni sudac Ustavnog suda Republike Hrvatske. Održavaju se jednom godišnje u Velikom Trgovišću.
Temeljenje je rezultat razmišljanja o potrebi afirmacije povijesnih činjenica o hrvatskom narodu te svestranom i vjerodostojnom istraživanju i tumačenju stvarne povijesne uloge, veličine i značaja dr. Franje Tuđmana u stvaranju Hrvatske države i obrani njezine državne samostalnosti.
Vukovića je ponukala na pokretanje činjenica da je u leksikonima koji su si davali atribut nacionalnog nedostajali podatci o Tuđmanovom rodnom mjestu (Opći hrvatski leksikon Leksikografskog zavoda Miroslava Krleže iz 1996.) te pamfletaško pismo zagrebačkom gradonačelniku Milanu Bandiću zbog njegove namjere podizanja spomenika Franji Tuđmanu; pamfletaško pismo potpisali su Svetozar Livada (usp.) i još sedmorica te gradska organizacija SRP-a grada Zagreba. U pismu je pored ostalih stereotipa, potpisnicima zasmetalo što je Tuđman pokrenuo preimenovanje JAZU u HAZU.
Godine 2013. je na šestom skupu Milan Vuković najavio osnivanje Instituta koji će nositi ime dr. Franje Tuđmana. Na šestom skupu sudjelovala su dvadesetorica povjesničara, sociologa i publicista, a istaknutija imena su bivši predsjednik Hrvatskoga sabora Nedjeljko Mihanović, akademik Petar Strčić, povjesničari Pavao Galić, fra Andrija Nikić, Ivo Rendić Miočević, profesor Sveučilišta u Mostaru Božo Žepić te Stjepan Šulek i osnivač  Milan Vuković.